# Francisco Martín y Martín
Francisco Martín y Martín fue un político y terrateniente español, diputado por Huéscar en las Cortes de la Restauración.

## Biografía
Nació en octubre de 1857 en la localidad granadina de Salobreña, en el seno de una familia propietaria de una rica hacienda. Estudió sucesivamente en el colegio de los escolapios de Granada, en San Bartolomé y Santiago y en la Universidad de Granada, donde se licenció en Derecho. Ocupado del cuidado de sus extensas posesiones agrícolas, no ejerció como abogado. Adherido a Ruiz Zorrilla en su juventud, más adelante se aproximó a la figura de Germán Gamazo y a su formación política, hasta que tras la muerte de este último transitó al partido conservador junto con Antonio Maura, de quien habría sido “buen amigo”. Fue diputado a Cortes por el distrito granadino de Huéscar.